# کولوکوم
کولوکوم شهری در شهرستان سواو در استان بولکیمده در بورکینافاسوی غربی مرکزی است جمعیت آن ۶۶۷ نفر است.